# Mohawkita
La mohawkita es un mineral poco abundante que consiste en una mezcla de arsénico y cobre, principalmente en forma de arseniuro, y se halla por lo general en la matriz del cuarzo blanco. Su fórmula varía desde Cu3As hasta Cu6As. 
Tiene una dureza de 3-3,5, y un lustre metálico. Los colores van del amarillo al gris metálico de latón, y en ocasiones tienen un empañar superficie azul o verde. Estos colores provienen de sus dos ingredientes principales, minerales de cobre ricos en arsénico: la algodonita y la domeikita.
Por su coloración, la mohawkita puede recordar a la pirrotina, pero, a diferencia de ésta, no es magnética.
El nombre de este mineral alude a la mina Mohawk (en la península Keweenaw, en el extremo norte de la península superior de Míchigan), donde fue encontrado por primera vez.